# Iyo Sky
Masami Odate (大館 昌美, Ōdate Masami) (née le 8 mai 1990 à Kamakura) est une catcheuse (lutteuse professionnelle) japonaise connue sous le nom de Io Shirai (紫雷 イオ, Shirai Io). Elle travaille actuellement à la World Wrestling Entertainment, dans la division Raw, sous le nom de Iyo Sky.
Elle s'entraîne avec sa sœur aînée qui prend le nom de Mio Shirai (en) et elles commencent leurs carrières en 2007. Elle devient célèbre à la World Wonder Ring Stardom (Stardom) et y remporte à deux reprises le championnat du monde de la Stardom.

## Carrière de catcheuse

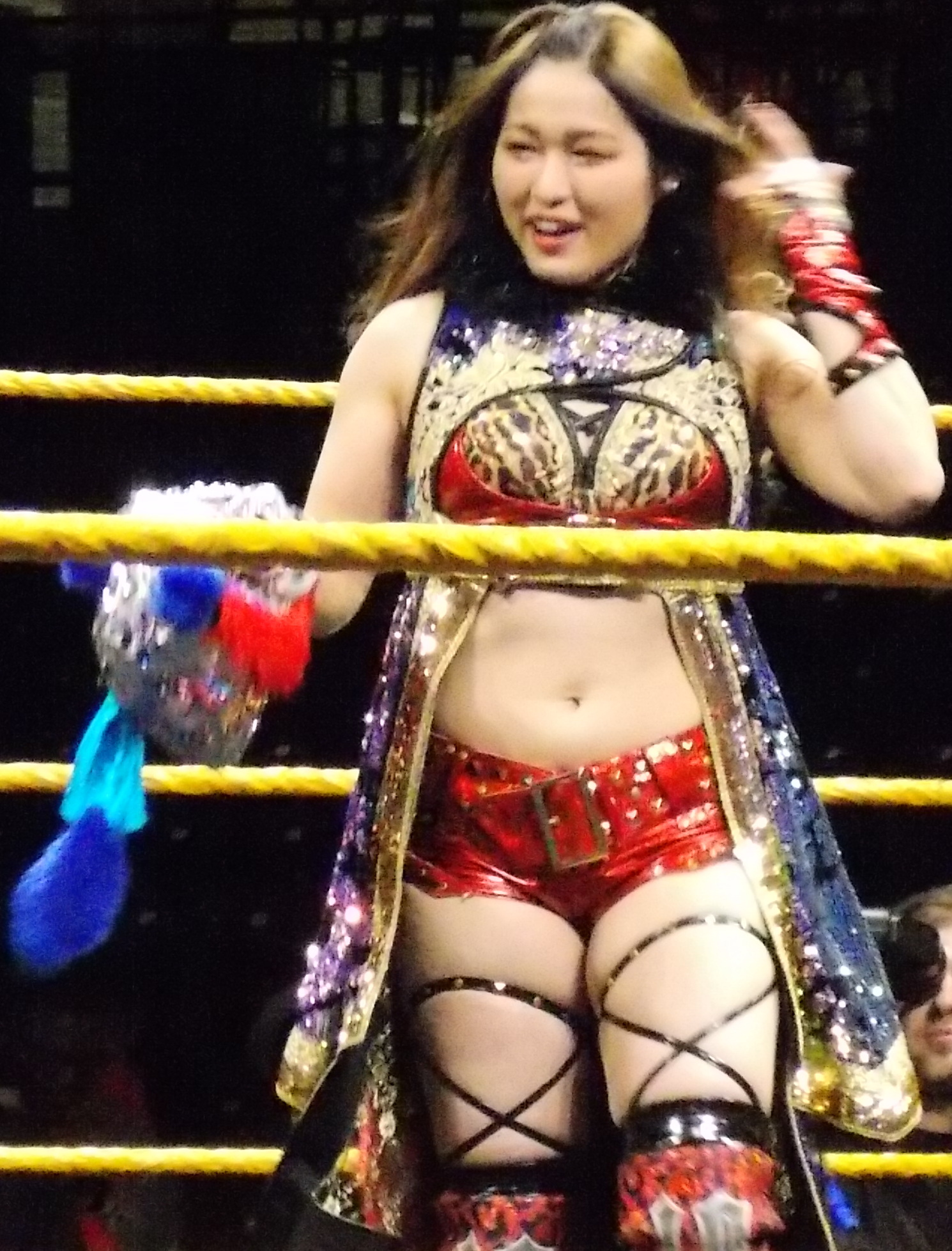
Io Shirai, 24 avril 2019.

### Débuts (2007-2009)
Odate s'entraîne auprès de Tomohiko Hashimoto et commence sa carrière en 2007. Elle est encore lycéenne et elle ne lutte que ponctuellement jusqu'à l'obtention de son diplôme de fin d'études secondaires. Elle lutte sous le nom d'Io Shirai et fait régulièrement équipe avec sa sœur qui utilise le nom de Mio Shirai (en).

### Pro Wrestling Wave(2007-2011)
Les sœurs Shirai commencent à travailler régulièrement pour la Pro Wrestling Wave (en) à partir de 2007. Elles sont tout d'abord championnes par équipes de la Totally Lethal Wrestling, une fédération appartenant à la Pro Wrestling Wave, du 29 avril au 23 décembre 2009,. Elles s'allient avec Kana avec qui elles forment le clan Triple Tails.

### World Wonder Ring Stardom (2011-2018)
Le 14 août à Stardom Season 3 Wonderful Stars 2011, elle fait ses débuts à la World Wonder Ring Stardom aux côtés de Nanae Takahashi, et ensemble, les deux femmes battent Yoko Bito et Yuzuki Aikawa.
Le 29 avril 2013 à Stardom Ryogoku Cinderella Champions Fiesta, elle devient la nouvelle championne du monde de Stardom en battant Alpha Female, remportant le titre pour la première fois de sa carrière.
Le 6 mai 2014 à Stardom Gold Week Stars 2014 - Tag 2, elle devient la nouvelle championne High Speed de Stardom en battant Natsuki Taiyo, remportant le titre pour la première fois de sa carrière. De ce fait, elle devient également double championne.
Le 10 août à Stardom X Stardom, elle ne conserve pas son titre mondial féminin de Stardom, battue par Yoshiko, ce qui met fin à un règne de 468 jours.
Le 7 décembre à Stardom Queen Tradition - Tag 3, Heisei-gun (Mayu Iwatani, Takumi Iroha et elle) devient les nouvelles championnes Artist de Stardom en battant Hatsuhinode Kamen, Kaori Yoneyama et Tsubasa Kuragaki, remportant les titres pour la première fois de sa carrière. De ce fait, elle redevient double championne.
Le 22 février 2015 à Stardom Queen's Shout, elle ne conserve pas son titre High Speed de Stardom, battue par Koguma, ce qui met fin à un règne de 292 jours.
Le 15 avril, Heisei-gun, le trio dont elle fait partie, est contraint d'abandonner les ceintures Artist of Stardom, à la suite de la blessure de leur partenaire, Takumi Iroha. Le 6 mai à Stardom Golden Week Stars 2015 - Tag 2, Mayu Iwatani et elle deviennent les nouvelles championnes Goddesses de Stardom en battant Candy Crush (Chelsea et Kairi Hojo) en finale du tournoi, remportant les titres pour la première fois de sa carrière. Le 17 mai à Stardom Gold May 2015, elle devient la nouvelle championne Wonder de Stardom en battant Nikki Storm, remportant le titre pour la première fois de sa carrière. De ce fait, elle redevient, pour la troisième fois, double championne.
Le 23 novembre à Stardom Goddesses Of Stardom 2015 - Tag 5, elle ne remporte pas le titre mondial féminin de la NWA et ne conserve pas son titre Wonder de Stardom, battue par Santana Garrett dans un Winner Takes All match, ce qui met fin à un règne de 190 jours. Un mois plus tard à Stardom Year-End Climax 2015, elle redevient championne du monde de Stardom, pour la seconde fois, en battant Meiko Satomura. De ce fait, elle redevient, pour la quatrième fois, double championne.
Le 28 février 2016 à Stardom 5th Anniversary - Tag 6: Stardom Vs. The World III, Kairi Hojo, Mayu Iwatani et elle deviennent les nouvelles championnes Arist de Stardom en battant Hyper Destroyers (Evie, Hiroyo Matsumoto et Kellie Skater). Elle remporte les titres pour la seconde fois et, de ce fait, devient triple championne.
Le 21 mai à RCW Presents Stardom Europe - Tag 2, show coorganisé avec la Revolution Championship Wrestling, elle devient la nouvelle championne du monde incontestée de la SWA en battant Toni Storm en finale du tournoi, remportant le titre pour la première fois de sa carrière. De ce fait, elle devient également quadruple championne. Le 16 juin à Stardom Premium Star Wars 2016, Mayu Iwatani et elle ne conservent pas leurs titres Goddesses de Stardom, battues  par Oedo Tai (Kagetsu et Kyoko Kimura), ce qui met fin à un règne de 407 jours.
Le 24 juillet à Stardom X Stardom 2016: Osaka Summer Solstice Celebration, elle ne conserve pas son titre mondial féminin incontesté de la SWA, battue par la Néo-Zélandaise dans un match revanche, ce qui met fin à un règne de 64 jours.
Le 2 octobre à Stardom, ses deux partenaires et elle ne conservent pas leurs titres Arist of Stardom, rebattues par Oedo Tai (Hana Kimura, Kagetsu et Kyoko Kimura), ce qui met fin à un règne de 217 jours.
Le 7 janvier 2017 à Stardom New Years Stars 2017 - Tag 2, Queen's Quest (HZK, Momo Watanabe et elle) devient les nouvelles championnes Artist de Stardom en battant Oedo Tai. De ce fait, elle redevient, pour la cinquième fois, double championne.
Le 9 avril, le trio féminin est contraint d'abandonner les ceintures, à la suite de la blessure au genou de leur partenaire, Momo Watanabe. Six soirs plus tard à Stardom Grows Up Stars 2017 - Tag 6, avec leur nouvelle coéquipière AZM, elles redeviennent championnes Arist de Stardom en rebattant leurs mêmes adversaires en finale du tournoi. De ce fait, elle redevient, pour la sixième fois, double championne. Le 6 mai à Stardom Golden Week Stars 2017 - Tag 2, les trois catcheuses ne conservent pas leurs titres, battues par Hiromi Mimura, Kairi Hojo et Konami, ce qui met fin à un règne de 21 jours. Le 4 juin à Stardom Shining Stars 2017 - Tag 1, elles redeviennent championnes Arist de Stardom, pour la seconde fois, en prenant leur revanche sur leurs mêmes adversaires. De ce fait, elle redevient, pour la septième fois, double championne. Treize soirs plus tard à Stardom Shining Stars 2017 - Tag 3, elles ne conservent pas leurs titres, battues par Team Jungle (Hiroyo Matsumoto, Jungle Kyona et Kaori Yoneyama), ce qui met fin à un règne de 13 jours. Quatre soirs plus tard à Stardom Galaxy Stars 2017, elle ne conserve pas son titre mondial féminin de Stardom, battue par son ancienne partenaire Mayu Iwatani, ce qui met fin à un règne de 546 jours.
Le 13 août à Stardom Midsummer Champions, avec leur nouvelle partenaire Viper, elles redeviennent championnes Artist de Stardom, pour la troisième fois, en prenant leur revanche sur leurs mêmes adversaires.
Le 19 novembre à Stardom Best Of The Goddesses, elle redevient championne Wonder de Stardom, pour la seconde fois, en battant Yoko Bito. De ce fait, elle redevient, pour la huitième fois, double championne.
Le 15 avril 2018, les trois femmes sont contraintes d'abandonner les ceintures, à la suite d'une réunion pour réorganiser les affaires de la promotion. Le 23 mai à Stardom Gold Star, elle ne conserve pas son titre Wonder de Stardom, battue par son ancienne alliée Momo Watanabe, ce qui met fin à un règne de 185 jours.

### World Wrestling Entertainment (2018-...)

#### Débuts àNXT, championne deNXTet championne par équipes deNXTavec Zoey Stark (2018-2022)
Le 28 octobre à Evolution, elle ne remporte pas le tournoi Mae Young Classic, battue par Toni Storm en finale. Le 17 novembre à NXT TakeOver: WarGames II, elle fait ses débuts en tant que Face aux côtés de Dakota Kai. Les deux femmes interviennent, pendant le 2 Out of 3 Falls Match entre Shayna Baszler et Kairi Sane pour le titre féminin de la NXT, en attaquant Jessadym Duke et Marina Shafir, mais ne peuvent empêcher la première de conserver son titre en battant la seconde. Le 19 décembre à NXT, elle dispute son premier match aux côtés de sa partenaire, et ensemble, les deux femmes battent les alliées de la Queen of Spades.
Le 27 janvier 2019 au Royal Rumble, elle entre dans le Royal Rumble féminin en 23e position, mais se fait éliminer par Nia Jax.
Le 5 avril à NXT TakeOver: New York, elle ne remporte pas le titre féminin de la NXT, battue par Shayna Baszler dans un Fatal 4-Way match, qui inclut également Bianca Belair et Kairi Sane. Le 1er juin à NXT TakeOver: XXV, elle ne remporte pas, une nouvelle fois, le titre féminin de la NXT, battue par sa même adversaire par soumission. Après le combat, frustrée par sa défaite, elle attaque son opposante. Le 26 juin à NXT, elle ne remporte pas, une fois de plus, le titre féminin de la NXT, battue par Shayna Baszler dans un Steel Cage Match. Après le combat, elle effectue un Heel Turn en attaquant et tabassant Candice LeRae avec une chaise, alors que celle-ci s'inquiétait à son sujet.
Le 10 août à NXT TakeOver: Toronto, elle bat Candice LeRae par soumission.
Le 23 novembre à NXT TakeOver: WarGames, Shayna Baszler, Bianca Belair, Kay Lee Ray et elle perdent face à Rhea Ripley, Candice LeRae, Tegan Nox et Dakota Kai dans le premier Women's WarGames Match. Pendant le combat, la Néo-Zélandaise effectue aussi un Heel Turn en attaquant sa troisième ex-partenaire.
Le 7 juin 2020 à NXT TakeOver: In Your House, elle effectue un Face Turn et devient la nouvelle championne de NXT en battant Charlotte Flair et Rhea Ripley dans un Triple Threat match, remportant le titre pour la première fois de sa carrière.
Le 22 août à NXT TakeOver: XXX, elle conserve son titre en battant son ancienne partenaire, Dakota Kai.
Le 4 octobre à NXT TakeOver: 31, elle conserve son titre en battant Candice LeRae. Le 6 décembre à NXT TakeOver: WarGames, l'équipe Shotzi, dont elle fait partie, perd face à celle de Candice dans un Women's WarGames Match.
Le 14 février 2021 à NXT TakeOver: Vengeance Day, elle conserve son titre en battant Toni Storm et Mercedes Martinez dans un Triple Threat match.
Le 7 avril à NXT TakeOver: Stand & Deliver, elle ne conserve pas son titre, battue par Raquel González, ce qui met fin à un règne de 304 jours.
Le 7 juillet à NXT: The Great American Bash, Zoey Stark et elle deviennent les nouvelles championnes par équipes de NXT en battant The Way (Candice LeRae et Indi Hartwell), remportant les titres pour la première fois de leurs carrières.
Le 26 octobre à NXT: Halloween Havoc, elles perdent un Triple Threat Tag Team Ladder Match face à Toxic Attraction (Gigi Dolin et Jacy Jayne), qui inclut également Indi Hartwell et Persia Pirotta, ne conservant pas leurs titres et mettant fin à un règne de 110 jours. Le 5 décembre à NXT TakeOver: WarGames, Cora Jade, Raquel González, Kay Lee Ray et elle battent Dakota Kai et Toxic Attraction (Mandy Rose, Gigi Dolin et Jacy Jayne) dans un WarGames Match.
Le 2 avril 2022 à NXT TakeOver: Stand & Deliver, elle ne remporte pas le titre féminin de la NXT, battue par Mandy Rose dans un Fatal 4-Way Match, qui inclut également Cora Jade et Kay Lee Ray.

#### Damage CTRL, double championne par équipes de la WWE avec Dakota Kai, Miss Money in the Bank et championne de la WWE (2022-2024)
Le 30 juillet à SummerSlam, elle fait ses débuts dans le roster principal en tant que Heel, s'allie officiellement avec Bayley, revenue de blessure après un an d'absence, ainsi que Dakota Kai. Les trois catcheuses confrontent la championne de Raw, Bianca Belair, épaulée par Becky Lynch. 2 soirs plus tard à Raw, elles interrompent le match entre Alexa Bliss et Asuka et les attaquent toutes les deux. Un peu plus tard, elle fait ses débuts dans le show rouge, dispute son premier match face à The EST of WWE, mais le combat se termine en match nul, car ses deux partenaires provoquent une bagarre générale entre les six catcheuses. Le 29 août à Raw, Dakota Kai et elle ne remportent pas les titres féminins par équipes, battues par Raquel Rodriguez et Aliyah en finale du tournoi. Le 3 septembre à Clash at the Castle, Bayley, Dakota Kai et elle battent Bianca Belair, Asuka et Alexa Bliss dans un 6-Women Tag Team match. 9 soirs plus tard à Raw, Dakota Kai et elle deviennent les nouvelles championnes par équipes en prenant leur revanche sur ses mêmes adversaires, qui les avaient battues quatorze jours auparavant, remportent les titres pour la première fois de leurs carrières et leurs premiers titres dans le roster principal.
Le 31 octobre à Raw, le trio féminin attaque la championne de Raw après sa victoire sur Nikki Cross, mais Alexa Bliss et Asuka viennent à la rescousse de la première. Plus tard dans la soirée, la catcheuse néo-zélandaise et elle ne conservent pas leurs ceintures, battues par The Goddess et The Empress of Tomorrow. 5 soirs plus tard à Crown Jewel, elles redeviennent championnes par équipes, pour la seconde fois, en prenant leur revanche sur leurs mêmes adversaires. Le 26 novembre aux Survivor Series WarGames, Nikki Cross, Rhea Ripley, ses deux partenaires et elle perdent face à Alexa Bliss, Asuka, Mia Yim, Becky Lynch et Bianca Belair dans un Women's WarGames match.
Le 28 janvier 2023 au Royal Rumble, elle entre dans le Women's Royal Rumble match en 10e position, élimine Dana Brooke, Roxanne Perez, Shayna Baszler, Natalya (avec l'aide de ses deux équipières) et Candice LeRae avant d'être elle-même éliminée par Becky Lynch. Le 27 février à Raw, Dakota Kai et elle ne conservent pas leurs ceintures, battues par The Man et Lita.

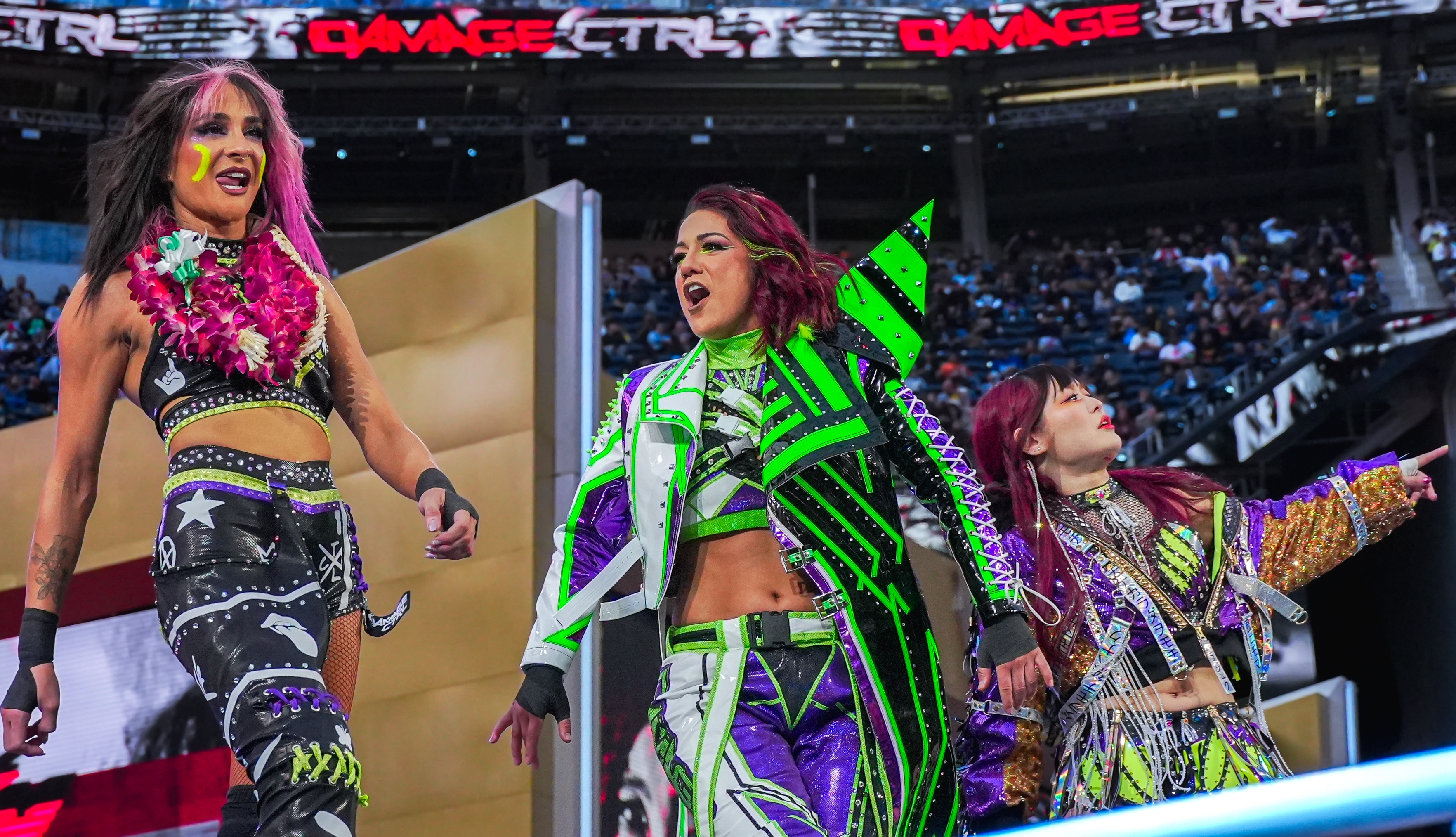
Le groupe Damage CTRL lors de son entrée à WrestleMania 39.

Le 1er avril à WrestleMania 39, les trois catcheuses perdent face à Becky Lynch, Lita et Trish Stratus dans un 6-Women Tag Team match. Le 28 avril à SmackDown, lors du Draft, elles sont annoncées être officiellement transférées au show bleu par Shawn Michaels. Le 6 mai à Backlash, elle ne remporte pas le titre féminin de Raw, battue par Bianca Belair.
Le 1er juillet à Money in the Bank, elle participe à son premier Women's Money in the Bank Ladder match et remporte la mallette. Le 5 août à SummerSlam, après la victoire de Bianca Belair sur Asuka et Charlotte Flair pour le titre féminin de la WWE, elle attaque les trois catcheuses avec sa mallette, l'encaisse, devient la nouvelle championne de la WWE en battant la première, remporte le titre pour la première fois de sa carrière et son second titre personnel.

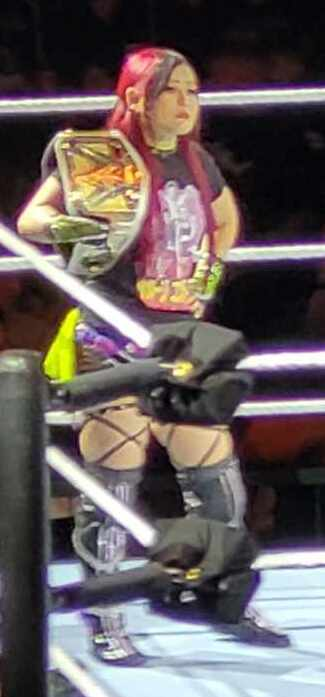
La championne en octobre 2023 à Nottingham.

Le 7 octobre à Fastlane, elle conserve son titre en battant sa compatriote (Asuka) et The Queen dans un Triple Threat match. Le 4 novembre à Crown Jewel, elle conserve son titre en rebattant Bianca Belair, aidée par une intervention extérieure de son autre compatriote, Kairi Sane, de retour après 3 ans d'absence. Le 25 novembre aux Survivor Series: WarGames, Asuka, Kairi Sane, Bayley et elle perdent face à Charlotte Flair, Shotzi, Becky Lynch et Bianca Belair dans un Women's WarGames match.
Le 2 février 2024 à SmackDown, Bayley effectue un Face Turn et la choisit officiellement comme adversaire pour WrestleMania XL, car ses deux compatriotes et elle se retournent contre la première.

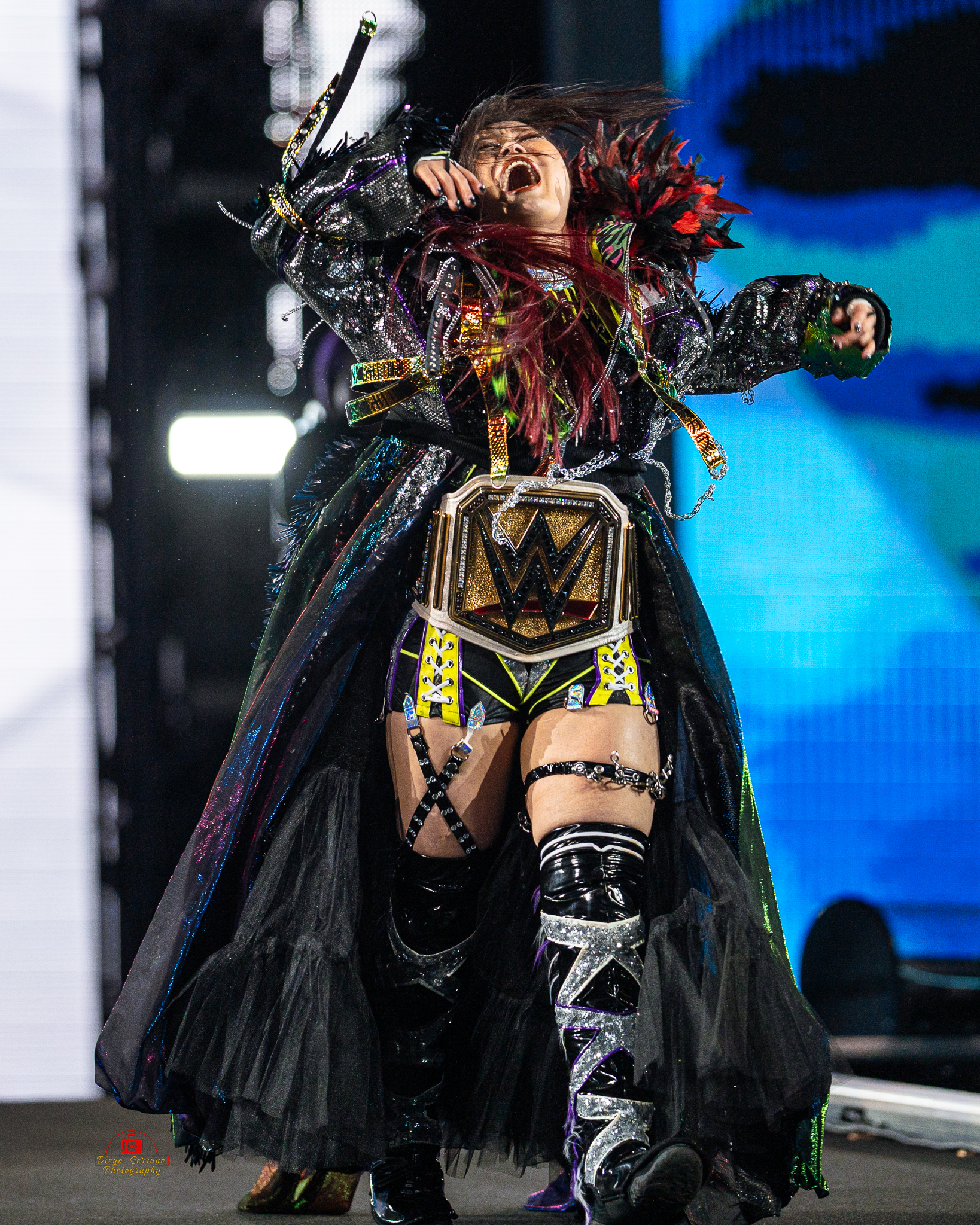
La catcheuse lors de son entrée à WrestleMania XL.

Le 7 avril à WrestleMania XL, elle ne conserve pas sa ceinture, battue par son ancienne leader.

#### Retour àRawet championne du monde (2024-...)
Le 29 avril à Raw, lors du Draft, les quatre catcheuses du clan sont annoncées être officiellement transférées au show rouge par Stephanie McMahon.

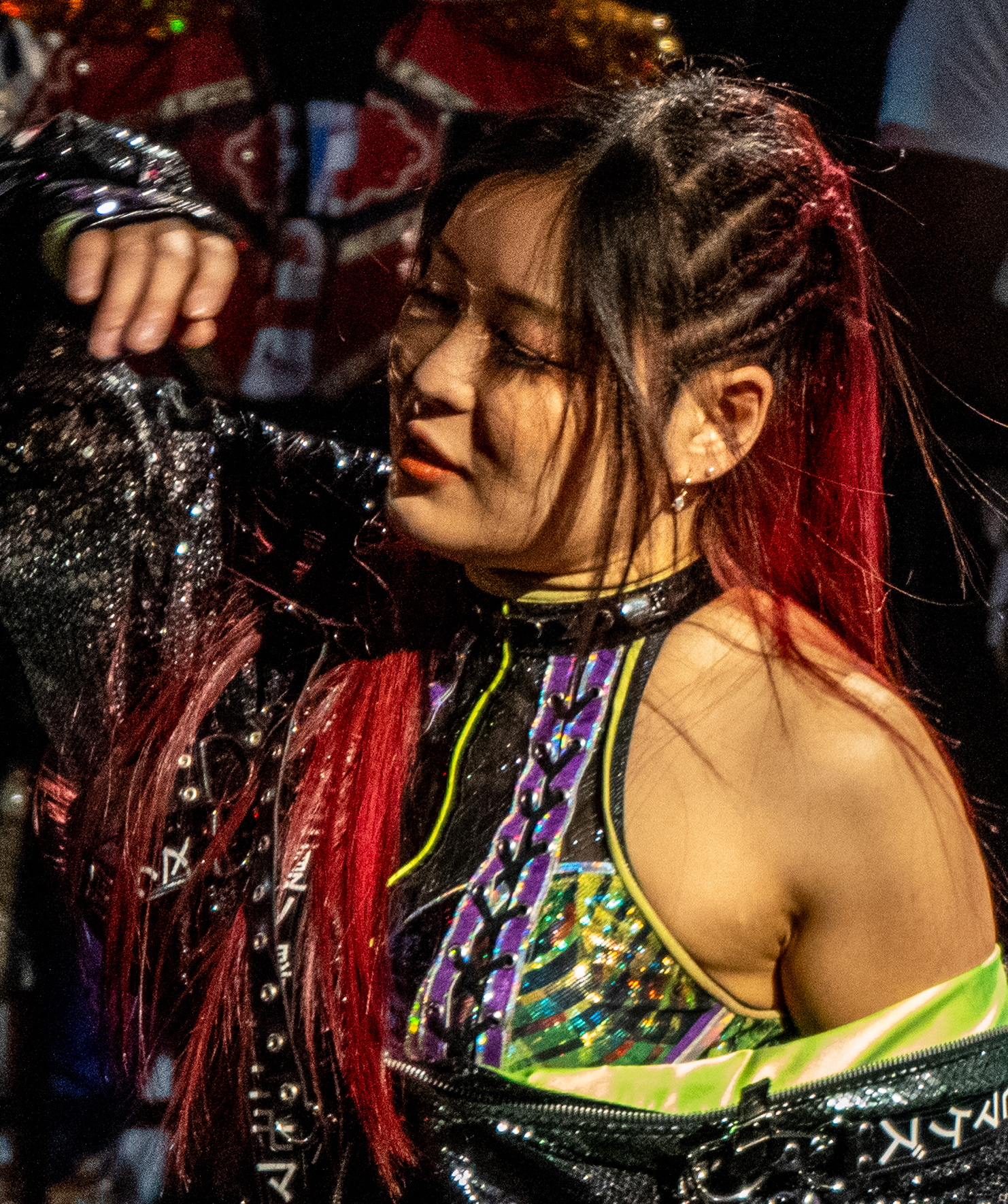
Iyo Sky en 2024.

Le 6 juillet à Money in the Bank, elle ne remporte pas la mallette, gagnée par Tiffany Stratton. Le 29 juillet à Raw, ses deux partenaires du clan et elle effectuent un Face Turn et attaquent Pure Fusion Collective (Sonya Deville, Shayna Baszler et Zoey Stark).
Le 2 novembre à Crown Jewel, Kairi Sane et elle ne remportent pas les ceintures par équipes, battues par Bianca Belair et Jade Cargill dans un Fatal 4-Way Tag Team match qui inclut également Chelsea Green, Piper Niven et Meta-Four. Le 30 novembre aux Survivor Series: WarGames, Bianca Belair, Bayley, Naomi, Rhea Ripley et elle battent Nia Jax, Candice LeRae, Tiffany Stratton, Liv Morgan et Raquel Rodriguez dans un Women's WarGames match.
Le 1er février 2025 au Royal Rumble, elle entre dans le Women's Royal Rumble match en première position, élimine Sonya Deville avant d'être elle-même éliminée par la catcheuse samoane après 66 minutes de match. Le 3 mars à Raw, elle devient la nouvelle championne du monde en battant Rhea Ripley, remporte le titre pour la première fois de sa carrière et son second titre personnel dans le roster principal.
Le 20 avril à WrestleMania 41, elle conserve son titre en rebattant la catcheuse australienne et en battant Bianca Belair dans un Triple Threat match.
Le 13 juillet à Evolution, elle ne conserve pas sa ceinture, battue par Naomi (qui encaisse sa mallette) dans un Triple Threat match qui inclut également Rhea Ripley.

## Palmarès
- JWP Joshi Puroresu
  - 5th Junior All Star Photogenic Award (2007) – avec Mio Shirai (en)

- Tokyo Sports
  - Joshi Puroresu Grand Prize (2015, 2016, 2017)
- Pro Wrestling Wave
  - Americas World Mixed Tag Team Championship (1 fois) – avec Nosawa
  - TLW World Young Women's Tag Team Championship (1 fois) – avec Mio Shirai
  - Captain's Fall Six Person Tag Team Tournament (2009) – avec Gami & Mio Shirai
  - TLW World Young Women's Tag Team Tournament (2009) – avec Mio Shirai

- World Wonder Ring Stardom
  - Artist of Stardom Championship (6 fois) – avec Mayu Iwatani et Takumi Iroha (1), Kairi Hojo et Mayu Iwatani (1), HZK et Momo Watanabe (1), AZM et HZK (2), & HZK et Viper (1 time)
  - Goddess of Stardom Championship (1 fois) – avec Mayu Iwatani
  - High Speed Championship (1 fois)
  - SWA World Championship (1 fois)
  - Wonder of Stardom Championship (2 fois)
  - World of Stardom Championship (2 fois)
  - 5 Star GP (2014)
  - Artist of Stardom Championship Tournament (2017) – avec AZM & HZK
  - Goddess of Stardom Championship Tournament (2015) – avec Mayu Iwatani
  - Goddesses of Stardom Tag Tournament (2015) – avec Mayu Iwatani
  - Red Belt Challenger Tournament (2013)
  - SWA World Championship Tournament (2016)
  - First Grand Slam Champion
  - 5 Star GP Best Match Award (2015) vs. Mayu Iwatani le 23 août
  - 5 Star GP Technique Award (2013, 2017)
  - Best Match Award (2015) vs. Meiko Satomura le 23 décembre
  - Best Match Award (2016) vs. Mayu Iwatani le 22 décembre
  - Best Tag Team Award (2015) avec Mayu Iwatani
  - MVP Award (2013, 2014, 2016)
  - Outstanding Performance Award (2017)

- World Wrestling Entertainment
  - 1 fois championne de la NXT
  - 1 fois championne par équipe de la NXT - avec Zoey Stark
  - Gagnante du tournoi Dusty Rhodes Tag Team Classic (2022) - avec Kay Lee Ray
  - 2 fois championne par équipe de la WWE - avec Dakota Kai
  - 1 fois championne de la WWE
  - 1 fois Championne du Monde de la WWE
  - Miss Money in the Bank (2023)
  - 10e Triple Crown Women's Champion de la WWE
  - 7e Grand Slam Women's Champion de la WWE

## Récompenses des magazines
- Pro Wrestling Illustrated

| Année | 2017 | 2018 | 2019 | 2020 | 2021 | 2022 | 2023 | 2024 |
| ----- | ---- | ---- | ---- | ---- | ---- | ---- | ---- | ---- |
| Rang  | 6    | 4    | 8    | 9    | 8    | 126  | 24   | 13   |

## Vie privée
Elle a été en couple avec le catcheur japonais, Kazushige Nosawa.

## Affaire judiciaire
Le 23 mai 2012, son ex-compagnon et elle ont été arrêtés à l'aéroport international de Narita, après leur retour de voyage au Mexique, pour possession suspicieuse de 75 grammes de marijuana. Le 12 juin, elle est libérée de détention provisoire. Huit jours plus tard, lors d'une conférence de presse, elle s'excuse publiquement, nie les accusations à son encontre et annonce que le catcheur japonais et elle ont mis fin à leur relation, à la suite de cette affaire. Le 28 juin, le bureau du procureur de son pays natal décide de ne pas la poursuivre.